# Edward Osborne Wilson
Edward O. Wilson (Birgmingham, 10 de junho de 1929  — Burlington, 26 de dezembro de 2021) foi um renomado entomólogo e biólogo norte-americano conhecido por seu trabalho com ecologia, evolução e sociobiologia.
Considerado como o "novo Charles Darwin", o "Darwin do século XXI" ou o "herdeiro de Darwin", Wilson era especialista em mirmecologia, a área da biologia que estuda as formigas e onde Wilson era um dos grandes especialistas. Tal especialidade o levou a ser chamado de "homem formiga".
Wilson é considerado o pai da sociobiologia e da biodiversidade por seu trabalho com a proteção do meio ambiente e por suas ideias deístas e humanista-seculares a respeito de assuntos éticos e religiosos. Entre suas grandes contribuições para a teoria ecológica está a teoria da biogeografia insular, desenvolvida junto do ecólogo matemático Robert MacArthur. Tal teoria foi a base para a criação de áreas de conservação, bem como para a teoria neutra de biodiversidade unificada de Stephen P. Hubbell, que visa explicar a diversidade e abundância relativa de espécies em comunidades ecológicas.
Wilson era professor emérito da Universidade Harvard em entomologia no Departamento de Teoria Evolutiva, professor visitante da Universidade Duke e membro do Comitê para a Investigação Cética. A Academia Real das Ciências da Suécia lhe concedeu o Prêmio Crafoord, que cobre áreas não premiadas pelo Nobel como biologia, oceanografia, matemática, astronomia, entre outras.
Wilson foi também duas vezes ganhador do Prêmio Pulitzer: Não-Ficção de 1979 por seu livro On Human Nature e em 1991 por The Ants. Com seus livros The Social Conquest of Earth, Letters to a Young Scientist e The Meaning of Human Existence, Wilson chegou ao topo da lista de mais vendidos do New York Times.
Ganhador de mais de 150 prêmios e medalhas de instituições pelo mundo, bem como mais de 40 doutorados honorários, Wilson era membro honorário de mais de 30 organizações, academias, universidades e instituições. Deu palestras em mais de 100 universidades. Duas espécies animais foram cientificamente nomeadas em sua homenagem.
Em 1995, Wilson foi eleito pela revista Time uma das 25 personalidades mais influentes nos Estados Unidos e em 1996 uma pesquisa internacional o elegeu um dos 100 cientistas mais influentes da história. Em 2000, as revistas Time e Audubon o elegeu um dos 100 maiores ambientalistas do século. Em 2005, a revista Foreign Policy o indicou como um dos 100 mais importantes intelectuais do mundo. Em 2008, a Encyclopædia Britannica o elegeu um dos 100 mais importantes cientistas da história.

## Biografia
Wilson nasceu em 10 de junho de 1929, em Birmingham, no Alabama. Era filho de Inez Linnette Freeman e Edward Osborne Wilson. Cresceu em várias cidades do sul dos Estados Unidos, como Mobile e Pensacola. Seus pais se divorciaram quando Wilson tinha sete anos.
No mesmo ano em que seus pais se divorciaram, Wilson ficou cego de um olho devido a um acidente de pescaria. Mesmo com dor, ele continuou pescando e não reclamou porque ficava muito ansioso ao estar em ambientes externos. Ele não procurou atendimento médico e meses depois sua pupila direita embranqueceu devido à catarata. Admitido no Hospital de Pensacola, ele precisou passar por cirurgia ocular, procedimento ainda arcaico na época. Ainda que a visão do olho direito estivesse prejudicada, a visão do olho esquerdo estava perfeita. Embora tivesse perdido sua visão estereoscópica, Wilson ainda podia ver as letras pequenas e os pelos do corpo de pequenos insetos. Sua reduzida capacidade de observar mamíferos e pássaros o levou a se concentrar em insetos.
Aos nove anos, Wilson realizou suas primeiras expedições no Rock Creek Park em Washington, DC, onde começou a coletar insetos e se apaixonou por borboletas. Ele os capturaria usando redes feitas com vassouras, cabides e bolsas de gaze. Ele os capturava usando redes feitas com vassouras, cabides e bolsas de gaze. Nestas expedições ele começou a observar o comportamento das formigas. Wilson foi escoteiro da Boy Scouts of America, onde foi diretor do acampamento de verão.
Aos 18 anos, Wilson tinha a intenção de se tornar entomólogo e começou a coletar e colecionar moscas, mas a falta de alfinetes para insetos devido à Segunda Guerra Mundial o levou a se interessar por formigas, que ele poderia guardar em frascos. Encorajado por Marion R. Smith, especialista em formigas do Museu Nacional de História Natural em Washington, Wilson começou a estudar as formigas do Alabama. Esse estudo o levou a relatar a primeira colônia de formiga-de-fogo dos Estados Unidos, perto do porto de Mobile.

## Formação
Preocupado com a possibilidade de não conseguir frequentar uma universidade, Wilson tentou se alistar no Exército dos Estados Unidos. Assim ele conseguiria uma bolsa militar para estudar, mas Wilson não passou no exame médico de admissão devido a seus problemas de visão. Wilson acabou ingressando na Universidade do Alabama, onde obteve um bacharelado e um mestrado em biologia em 1950. Em 1951, se transferiu para a Universidade Harvard.
Indicado para a Harvard Society of Fellows, ele pode fazer viagens de campo para coletar espécimens em Cuba e no México, além de viajar para o sul do Pacífico como Austrália, Nova Guiné, Fiji, Nova Caledônia e Sri Lanka. Em 1955, ele obteve o doutorado e se casou com sua namorada, Irene Kelley.

## Carreira
De 1956 a 1996, Wilson foi docente da Universidade Harvard. Começou a trabalhar como taxonomista especialista em formigas, cujo trabalho o levou a entender sua microevolução, como elas se desenvolveram em novas espécies, escapando de desvantagens ambientais e se mudando para novos habitats. A partir de tais estudos, ele desenvolveu sua teoria sobre o ciclo de táxons.
Junto do matemático William H. Bossert, Wilson desenvolveu um método de classificação de feromônios baseado nos padrões de comunicação dos insetos. Em 1960, junto do ecologista e matemático Robert MacArthur, ele desenvolveu a teoria sobre o equilíbrio das espécies. Na década de 1970, Wilson e Daniel S. Simberloff testaram a teoria nas pequenas ilhas de um manguezal em Florida Keys. Eles erradicaram todas as espécies de insetos e observaram a repopulação por novas espécies. O livro sobre biogeografia insular resultante de tal trabalho tornou-se um texto padrão na área da ecologia.
Em 1971, Wilson publicou The Insect Societies, que estuda o comportamento dos insetos e de outros animais influenciados por pressões evolutivas semelhantes. Em 1973, Wilson foi indicado a curador da coleção de insetos do Museu de Zoologia Comparada. Em 1975, publicou o livro Sociobiology: The New Synthesis, onde Wilson aplicou suas teorias sobre o comportamento dos insetos aos vertebrados e, no último capítulo, aos humanos. Ele especulou que tendências evoluídas e herdadas eram responsáveis pela organização social hierárquica entre os humanos. Em 1978, foi publicado seu livro On Human Nature, que tratou do papel da biologia na evolução da cultura humana e ganhou o Prêmio Pulitzer de Não Ficção.
Em 1981, após trabalhar com Charles Lumsden, Wilson publicou Genes, Mind and Culture, uma teoria da coevolução entre genes e cultura. Em 1990, foi  publicado The Ants, co-escrito com Bert Hölldobler, seu segundo Prêmio Pulitzer de Não Ficção.

## Aposentadoria
Em 1996, Wilson se aposentou da Universidade Harvard, onde continuou como professor emérito e curador honorário de entomologia. Fundou a E.O. Wilson Biodiversity Foundation, que financia o Prêmio PEN/E. O. Wilson de Literatura Científica e também a fundação Nicholas School of the Environment, da Universidade Duke. Wilson tornou-se professor palestrante da Duke como parte do acordo para a fundação.
Wilson e sua esposa, Irene, que faleceu em abril de 2021, moravam em Lexington, em Massachusetts.

## Morte
Wilson morreu em 26 de dezembro de 2021, aos 92 anos, em Burlington. A causa da morte não foi informada. Deixou a filha, Catherine.

## Principais trabalhos
- Brown, W. L.; Wilson, E. O. (1956). «Character displacement». Systematic Zoology. 5 (2): 49–64. JSTOR 2411924. doi:10.2307/2411924, escrito com William Brown Jr.
- The Theory of Island Biogeography, 1967, Princeton University Press (2001 reimpressão), ISBN 0-691-08836-5, com Robert H. MacArthur
- The Insect Societies, 1971, Harvard University Press, ISBN 0-674-45490-1
- Sociobiology: The New Synthesis 1975, Harvard University Press, (Edição do vigésimo quinto aniversário, 2000 ISBN 0-674-00089-7)
- On Human Nature, 1979, Harvard University Press, ISBN 0-674-01638-6, vencedor do Prêmio Pulitzer de 1979 para Não-ficção Geral.
- Genes, Mind and Culture: The Coevolutionary Process, 1981, Harvard University Press, ISBN 0-674-34475-8
- Promethean Fire: Reflections on the Origin of Mind, 1983, Harvard University Press, ISBN 0-674-71445-8
- Biophilia, 1984, Harvard University Press, ISBN 0-674-07441-6
- Success and Dominance in Ecosystems: The Case of the Social Insects, 1990, Inter-Research, ISSN 0932-2205
- The Ants, 1990, Harvard University Press, ISBN 0-674-04075-9, Winner of the 1991 Pulitzer Prize, com Bert Hölldobler
- The Diversity of Life, 1992, Harvard University Press, ISBN 0-674-21298-3, The Diversity of Life: Special Edition, ISBN 0-674-21299-1
- The Biophilia Hypothesis, 1993, Shearwater Books, ISBN 1-55963-148-1, com Stephen R. Kellert
- Journey to the Ants: A Story of Scientific Exploration, 1994, Harvard University Press, ISBN 0-674-48525-4, com Bert Hölldobler
- Naturalist, 1994, Shearwater Books, ISBN 1-55963-288-7
- In Search of Nature, 1996, Shearwater Books, ISBN 1-55963-215-1, com Laura Simonds Southworth
- Consilience: The Unity of Knowledge, 1998, Knopf, ISBN 0-679-45077-7
- The Future of Life, 2002, Knopf, ISBN 0-679-45078-5
- Pheidole in the New World: A Dominant, Hyperdiverse Ant Genus, 2003, Harvard University Press, ISBN 0-674-00293-8
- The Creation: An Appeal to Save Life on Earth, 2006, W. W. Norton & Company, Inc. ISBN 978-0-393-06217-5
- Nature Revealed: Selected Writings 1949–2006, ISBN 0-8018-8329-6
- The Superorganism: The Beauty, Elegance, and Strangeness of Insect Societies, 2009, W.W. Norton & Company, Inc. ISBN 978-0-393-06704-0, com Bert Hölldobler
- Anthill: A Novel, April 2010, W. W. Norton & Company, Inc. ISBN 978-0-393-07119-1
- Kingdom of Ants: Jose Celestino Mutis and the Dawn of Natural History in the New World, 2010, Johns Hopkins University Press, Baltimore, com José María Gómez Durán ISBN 0801897858
- The Leafcutter Ants: Civilization by Instinct, 2011, W.W. Norton & Company, Inc. ISBN 978-0-393-33868-3, com Bert Hölldobler
- The Social Conquest of Earth, 2012, Liveright Publishing Corporation, New York, ISBN 0871403633
- Letters to a Young Scientist, 2014, Liveright, ISBN 0871403854
- A Window on Eternity: A Biologist's Walk Through Gorongosa National Park, 2014, Simon & Schuster, ISBN 1476747415
- The Meaning of Human Existence, 2014, Liveright, ISBN 0871401002
- Half-Earth, 2016, Liveright, ISBN 978-1-63149-082-8
- The Origins of Creativity, 2017, Liveright, ISBN 978-1-63149-318-8
- Genesis: The Deep Origin of Societies, 2019, Liveright; ISBN 1-63149-554-2
- Tales from the Ant World, 2020, Liveright, ISBN 9781631495564
- Naturalist: A Graphic Adaptation November 10, 2020, Island Press; ISBN 978-1610919586 [33]